# دیکیس
فرهنگ دیکیس (گاهی اوقات به صورت دیکیِس) یک پیشاکلمبی مردم بومی قاره آمریکادر کاستاریکا بود که از سال ۷۰۰ میلادی تا ۱۵۳۰ میلادی شکوفا شد. واژه «دی‌کیس» به معنای «آب‌های بزرگ» یا «رودخانه بزرگ» در زبان بوروکا است. فرهنگ دیکیس بخشی از فرهنگ بزرگ چیریکی بود که از جنوب کاستاریکا تا غرب پاناما گسترده شده بود.